# Qiu Jin

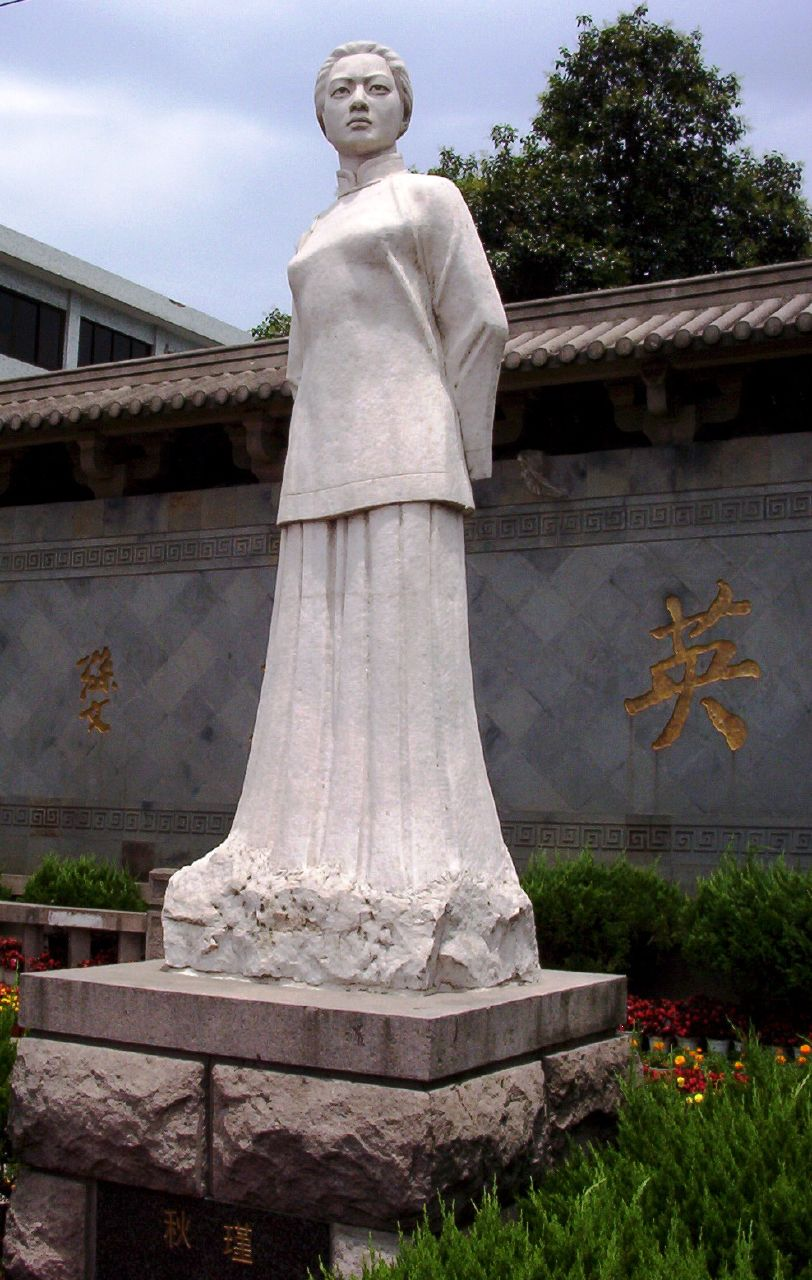
Statuia poetei ridicată în Shaoxing

Qiu Jin (în chineză: 秋瑾; în pinyin: Qiū Jǐn; n. 8 noiembrie 1875, Xiamen⁠(d), Dinastia Qing – d. 15 iulie 1907, Shaoxing⁠(d), Republica Populară Chineză) a fost o militantă și scriitoare din China.
A fost una dintre cele mai cunoscute reprezentante ale mișcării feministe din această țară.
A fost asasinată în urma unei revolte eșuate împotriva dinastiei Qing și este considerată o eroină națională a Chinei.

## Biografie
Provenită dintr-o familie de funcționari, se căsătorește în 1896 și pleacă cu soțul la Beijing, unde acesta își desfășura activitatea.
În 1903, ea aderă la Răscoala boxerilor, iar pentru a-și exprima protestul față de modul cum societatea dinastiei Qing trata femeia, se îmbracă bărbătește și învață să lupte cu sabia.
În 1904, pe când era studentă, participă la revolta împotriva autorităților nipone care interziceau studenților să intre în acțiuni de protest politic.
În 1906 coduce revista Zhongguo nubao ("Femeile din China") din Shanghai.
Mai târziu este profesoară într-o școală de fete în orașul natal Shaoxing, Zhejiang.
Aici încearcă să provoace o lovitură de stat ce viza rasturnarea dinastiei Qing.
Este condamnată la moarte și executată.

## Recunoaștere postumă
Qiu Jin a devenit un simbol al femeii luptătoare chineze.
În 1913 președintele Sun Iat-sen a ridicat un monument în cinstea ei.
Din opera ei literară nu au rămas decât câteva poezii care se recită cu acompaniament muzical.
În 2011, în Hong Kong a fost realizat un film intitulat 竞雄女侠·秋瑾, cunoscut în engleză ca The Woman Knight of Mirror Lake („Luptătoarea de la Lacul de Oglinzi”), care să evoce imaginea tinerei eroine.